# Studnice, Třebíč
Studnice là một làng thuộc huyện Třebíč, vùng Vysočina, Cộng hòa Séc.